# کونینگا
کونینگا (به لاتین: Cunhinga) یک منطقهٔ مسکونی در آنگولا است که در استان بیه واقع شده‌است. کونینگا ۷۳٬۸۲۶ نفر جمعیت دارد.